# Ernst Hochschartner
Ernst Hochschartner (* 11. Jänner 1877 in Wien; † 12. Februar 1947 ebenda) war ein österreichischer Porträt-, Historien- und Genremaler.

## Leben und Werk
Der Sohn des Kutschers Josef Hochschartner und seiner Frau Pauline, geb. Kufner, studierte an der Akademie der bildenden Künste und war Mitglied des Wiener Künstlerhauses, wo er u. a. im Jahr 1905 auf der 32. Jahresausstellung seine Werke präsentierte. Diese befinden sich heute in verschiedenen Sammlungen, u. a. in der des Wien Museums und des Heeresgeschichtlichen Museums.
Hochschartner war von 1910 bis zu ihrem frühen Tod 1916 mit Romana, geb. Werner, verheiratet. Aus der Ehe gingen zwei Kinder hervor, darunter die spätere Filmschauspielerin Alice Brandt. 1917 ging Hochschartner mit der Witwe Theresia Hauer, geb. Rauch, seine zweite Ehe ein.

## Werke (Auswahl)

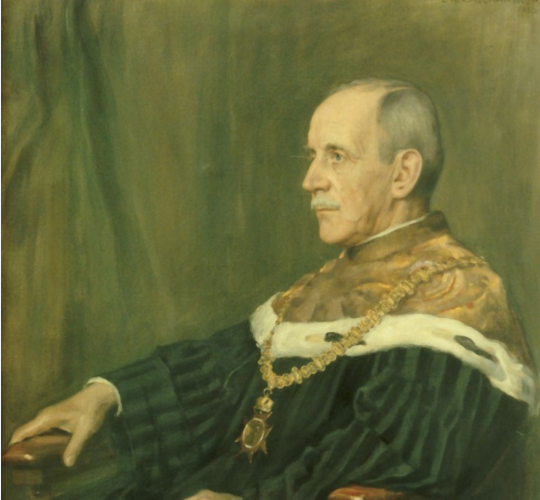
Alexander Hold-Ferneck als Rektor der Wiener Universität (1934/35)

- Porträt Bürgermeister Karl Seitz, um 1931. Öl auf Leinwand, Wien Museum
- Porträt Bundeskanzler Karl Buresch, um 1931/32. Öl auf Leinwand, ca. 70 × 60 cm, Heeresgeschichtliches Museum Wien